# Benjamin Wadsworth
Pour les articles homonymes, voir Wadsworth.
 (octobre 2023).
Certains termes anglais peu courants en français devraient être remplacés par des termes français équivalents mieux connus.
 (octobre 2023).
La mise en forme du texte ne suit pas les recommandations de Wikipédia : il faut le « wikifier ».
Les points d'amélioration suivants sont les cas les plus fréquents. Le détail des points à revoir est peut-être précisé sur la page de discussion.
- Les titres sont pré-formatés par le logiciel. Ils ne sont ni en capitales, ni en gras.
- Le texte ne doit pas être écrit en capitales (les noms de famille non plus), ni en gras, ni en italique, ni en « petit »…
- Le gras n'est utilisé que pour surligner le titre de l'article dans l'introduction, une seule fois.
- L'italique est rarement utilisé : mots en langue étrangère, titres d'œuvres, noms de bateaux, etc.
- Les citations ne sont pas en italique mais en corps de texte normal. Elles sont entourées par des guillemets français : « et ».
- Les listes à puces sont à éviter, des paragraphes rédigés étant largement préférés. Les tableaux sont à réserver à la présentation de données structurées (résultats, etc.).
- Les appels de note de bas de page (petits chiffres en exposant, introduits par l'outil «  Source ») sont à placer entre la fin de phrase et le point final[comme ça].
- Les liens internes (vers d'autres articles de Wikipédia) sont à choisir avec parcimonie. Créez des liens vers des articles approfondissant le sujet. Les termes génériques sans rapport avec le sujet sont à éviter, ainsi que les répétitions de liens vers un même terme.
- Les liens externes sont à placer uniquement dans une section « Liens externes », à la fin de l'article. Ces liens sont à choisir avec parcimonie suivant les règles définies. Si un lien sert de source à l'article, son insertion dans le texte est à faire par les notes de bas de page.
- La présentation des références doit suivre les conventions bibliographiques. Il est recommandé d'utiliser les modèles {{Ouvrage}}, {{Chapitre}}, {{Article}}, {{Lien web}} et/ou {{Bibliographie}}. Le mode d'édition visuel peut mettre en forme automatiquement les références.
- Insérer une infobox (cadre d'informations à droite) n'est pas obligatoire pour parachever la mise en page.

Pour une aide détaillée, merci de consulter Aide:Wikification.
Si vous pensez que ces points ont été résolus, vous pouvez retirer ce bandeau et améliorer la mise en forme d'un autre article.
Benjamin Hassan Wadsworth est un acteur américain. Il est connu pour avoir joué Marcus Lopez Arguello dans la série Syfy Deadly Class.

## Vie
Benjamin Wadsworth est né et a grandi à Houston, au Texas. Il est d'origine mexicaine, iranienne, anglaise, amérindienne, française et suédoise. Lorsqu'il a commencé à jouer en 2013, il a été scolarisé à la maison pendant ses études secondaires afin de pouvoir réaliser son travail cinématographique et vidéo.
En mai 2019, Wadsworth s'est fiancé à l'actrice Stella Maeve. Leur fille, Jo Jezebel, est née en janvier 2020.
En 2024, l’acteur a officialisé sa relation avec l’actrice Cait Pool sur les réseaux sociaux  

## Carrière
Wadsworth s'est intéressé au métier d'acteur et a joué le rôle d'Iggy dans la websérie comique Dad vs. Lad. Il a également joué quelques rôles dans des courts métrages (voir ci-dessous) et a commencé à acquérir de l'expérience.
En octobre 2016, il a été choisi pour incarner Henry dans le pilote de la série Let the Right One In, basée sur le roman de vampire de John Ajvide Lindqvist. Cependant, TNT n'a pas approuvé le pilote et n'a pas poursuivi la série. Plus tard cette année-là, Wadsworth a fait une apparition spéciale dans le dernier épisode de la série MTV Teen Wolf, intitulé "The Wolves of War", dans le rôle d'Alec.
En novembre 2017, Wadsworth a été choisi pour jouer le rôle principal de Marcus Lopez dans la série télévisée SyFy Deadly Class . Il avait initialement auditionné pour un autre rôle, mais lorsque les producteurs ont appris qu'il était partiellement latino, ils l'ont invité à lire pour Marcus. Il avait 19 ans lorsque la série a débuté début 2019. Il a été nommé pour le Saturn Award de la meilleure performance d'un jeune acteur dans une série télévisée pour ce rôle.

## Filmographie

### Film
| Année | Titre                                     | Rôle                   | Notes                                        |
| ----- | ----------------------------------------- | ---------------------- | -------------------------------------------- |
| 2013  | This is Houston                           | Ben                    | Vidéo courte                                 |
| 2013  | Ready? Sex? Wait!                         | Matt                   | Court métrage                                |
| 2013  | Crime Stoppers: Do Something              | étudiant 1             |                                              |
| 2014  | Pick Your Poison                          | Sam/Son                |                                              |
| 2015  | Preydators                                | Joel Jr.               |                                              |
| 2015  | Psyn: Pseudo Substances Yielding Necrosis | Cecil / Sam Smith      |                                              |
| 2015  | Blank Check                               | Theo                   | Court métrage                                |
| 2015  | Roller Cokesters                          | Détective              |                                              |
| 2015  | That Day                                  | Ben                    | Court métrage                                |
| 2016  | The Acting Couch                          | Connor                 | Court métrage                                |
| 2016  | Putting the Dog to Sleep                  | étudiant               | Court métrage                                |
| 2016  | Richard Cory                              | Adolescent de quartier | Court métrage cédité à Benjamin H. Wadsworth |
| 2017  | The Messengers the Film                   | Isaiah                 | Court métrage                                |
| 2017  | Hunter'                                   | Hunter                 | Court métrage                                |
| 2017  | Pubic Enemy/Number Two                    | Cal                    | Court métrage                                |
| 2017  | Joy Comes in the Morning                  | Jake                   | Court métrage                                |
| 2018  | The Sleeping Dog                          |                        |                                              |
| 2019  | Recess: Third Street                      | TJ Detweiler           | Court métrage                                |
| 2022  | Unhuman                                   | Randall                |                                              |

### Télévision
| Année     | Titre                | Rôle                  | Notes                         |
| --------- | -------------------- | --------------------- | ----------------------------- |
| 2013      | More Than Human      | Alex                  | Episode: "Destiny Manifested" |
| 2014–2017 | Dad vs. Lad          | Iggy                  | 26 episodes                   |
| 2016      | Girl Meets World     | Jordan                | Episode: "Girl Meets Upstate" |
| 2017      | Let the Right One in | Henry                 | 1 épisode                     |
| 2017      | Teen Wolf            | Alec                  | Episode: "The Wolves of War"  |
| 2018–2019 | Deadly Class         | Marcus López Arguello | Lead role                     |
| 2019      | Celebrity Page       | lui-même              | 3 episodes                    |
| 2019      | Collider Heroes      | lui-même              | 1 episode                     |
| 2019      | Red Capet Report     | lui-même              | 2 episodes                    |
| 2022      | Tell Me Lies         | Drew                  | 10 episodes                   |